# 博纳旺蒂尔·德佩里耶
 博纳旺蒂尔·德佩里耶（法語：Bonaventure des Périers，1500年—1544年），文艺复兴时期欧洲翻译家。16世纪时，他曾参加了首部法语圣经的翻译工作。同时他也是当时玛格丽特宫廷的成员之一。